# Le Scorpion
Pour les articles homonymes, voir Scorpion (homonymie).
Le Scorpion est une série de bande dessinée historique, créée par Enrico Marini (dessinateur, scénariste et coloriste) et Stephen Desberg (scénariste), poursuivie par Stephen Desberg seul au scénario et Luigi Critone (dessinateur et coloriste) à partir de 2020, éditée depuis 2000 par Dargaud.
Entre fiction et histoire, le scénario distille une théorie machiavélique du pouvoir religieux.

## Description

### Synopsis
Rome, deuxième moitié du XVIIIe siècle. Le cardinal Trebaldi est l'héritier de l'une des neuf familles qui depuis la chute de l'Empire romain décident en secret du sort de l'Europe en s'appuyant pour cela sur l'Église et sur son Pape. Armando Catalano, dit Le Scorpion, est trafiquant de reliques saintes. Il est le fils d'une hérétique brûlée vive pour avoir détourné du droit chemin un homme d'église et porte la « marque du diable », une tache de naissance en forme de scorpion. Le cardinal, dont il défie l'autorité, confie alors à Méjaï, une jeune gitane spécialisée dans les philtres, la mission de l'empoisonner. Mais sa mission échoue et le destin la rapproche d'Armando.
Les aventures du Scorpion le mèneront à la recherche du trésor des Templiers et à la découverte de son passé.

### Personnages
- Armando Catalano alias Le Scorpion, un trafiquant de reliques et excellent escrimeur
- Méjaï, une jeune gitane versée dans les poisons
- Le Cardinal Cosimo Trebaldi, un homme d'église impitoyable et torturé
- Aristote Weindorf alias Le Hussard, le fidèle compagnon du Scorpion
- Rochnan, l'âme damnée du Cardinal
- Ferron et Fenice, deux aventuriers chasseurs de trésors
- Nelio Trebaldi, le jeune frère du Cardinal à la sexualité ambigüe
- Ansea Latal, héritière d'une des Neuf familles gouvernantes
- Marie-Ange de Sarlat, Ambassadrice (avec son frère) du roi de France auprès du pape
- Orazio Trebaldi, père de Cosimo et Nelio et patriarche de la famille.
- Aurelio Latal, patriarche de la famille Latal

### Les neuf familles
Une « alliance » de neuf familles créée au temps de la République romaine.
- Les Trebaldi
- Les Latal
- Les De Vaulnay
- Les Guarini
- Les Delamorley
- Les Cavalieri

## Analyse

### Auteurs
Forts de leur collaboration en 1995 pour le western L'Étoile du désert sorti en mai 1996 aux éditions Dargaud, Desberg et Marini décident, dans le courant de cette même année, de créer ensemble une série « de cape et d'épée ». Partant d'abord sur une adaptation des Trois Mousquetaires d'Alexandre Dumas, ils prennent finalement la décision d'innover un peu plus. Inspiré par Zorro et Scaramouche, Marini dessine un personnage d'escrimeur qu'il nomme le Scorpion et prépare des nombreux d'illustrations des personnages et des lieux. Il rassemble tout dans un portfolio, une sorte de charte graphique illustré, pour montrer à Desberg comment il imagine le Scorpion. Ensemble ils inventent une trame pour en faire une longue série populaire. Desberg commence dès lors l'écriture du premier album, que Marini suit de près en rajoutant aussi ses idées. Le dessinateur Marini, très occupé sur d'autres séries, repousse de quelques mois la réalisation du tome 1, qu'il commencera finalement en 1997,.
En 2019, à l'occasion de la sortie du tome 12, Enrico Marini annonce que cet album, qui termine l’intrigue liée aux neuf familles et résout la quête identitaire du Scorpion et l’héritage des Trebaldi, sera le dernier qu'il dessinera. Stephen Desberg poursuit la série seul au scénario, le dessin et les couleurs étant assurés par Luigi Critone, choisi comme successeur par Marini lui-même. La reprise de Luigi Critone est appréciée par Didier Pasamonik qui 
salue le « trait sublime de Luigi Critone qui succède à Enrico Marini sur cette saga, avec un brio incomparable ».

### Inspirations
Les deux auteurs (et particulièrement Marini) sont tous deux fans de films de cape et d'épée, tels Scaramouche, avec entre autres des acteurs comme Jean Marais. Ils assument totalement les nombreuses références faites à ce genre multi-disciplinaire auquel ils ont donc voulu rendre hommage par cette série. De ce fait ils disent avoir préalablement re-visionné ensemble lesdits films pour poser l'univers de la série,. Dans ces références, s'il ne fallait en retenir qu'une, les auteurs citent le plus souvent que le nom du héros, Armando Catalano, est en fait celui de l'acteur choisi par Walt Disney pour incarner Don Diego de la Vega dans la série Zorro des studios Disney, diffusée entre 1957 et 1961, mais aussi et plus simplement que les caractéristiques principales de ce personnage enlevé, bien adroit avec son arme, séducteur, etc., font de lui un personnage très « romanesque », typique du genre. En ce qui concerne plus particulièrement le scénario Desberg déclare avoir « lu des récits sur l’histoire des papes, sur l’organisation du Vatican, des éléments souvent très sibyllins ». Quant aux dessins, outre les films évoqués plus haut, l'inspiration vint « des gravures de l’époque – Michel-Ange pour les uniformes des Gardes suisses – et de tableaux ». On sait aussi que les auteurs ont préalablement rencontré un vieux maître d’armes français, ayant notamment doublé Jean Marais et Alain Delon dans La Tulipe noire, qui les a renseignés non seulement sur l’escrime, mais aussi sur les codes d’honneur en vigueur à l'époque. En bref, ces recherches leurs apportèrent certains points de repère. Mais, d'après eux, dans le fond, leur but est de divertir les gens. « Ne pas les abreuver d’histoire » - ils ne voulaient pas d’une « BD purement historique » - mais leur « donner du rêve ».
Bien que l'histoire soit censée se dérouler à la veille des révolutions en Europe, le personnage paraît paradoxalement en retrait par rapport à ces événements, ce qui participe aussi à la relativisation de cette période de l'Histoire engagée par les deux auteurs. Le Scorpion garde en effet un esprit libre et critique face à absolument toute autorité. Cela est à mettre en relation avec les ouvrages d'inspiration sartrienne, prônant l'idée de l'engagement personnel pour ne pas accepter le creusement des inégalités de richesse  ― en effet d'après l'auteur : « C’est avant tout de l’aventure, qui aurait certes pu se passer à cette époque-là, mais qui a surtout des résonances actuelles. Le conservatisme pur et dur. »,.
En ce qui concerne le dessin, le style est considéré comme plutôt réaliste. Pour les couleurs, la technique utilisée est la méthode des couleurs directes, c'est-à-dire que le dessinateur peint lui-même ses propres dessins en temps réel à l'aquarelle.

## Postérité

### Succès
Début 2011, la série s'était déjà vendue à plus d'un million et demi d'exemplaires, tous pays confondus. Malgré le fait que le t. 11, paru en 2014, ne marque pas la fin de la série (dont la narration est laissée en suspens à la fin du tome) et après un hiatus de cinq ans le douzième tome a été mis en vente le 15 novembre 2019. Il semble s'agir de l'ultime album de la série, l'auteur n'ayant pas apposé au bas de la dernière page la mention, "fin de l'épisode." Le cas échéant le scénario se dénoue par une interrogation et tourne le dos aux Happy End des histoires de cape et d'épée.

### Autres
- La série pourrait éventuellement faire l'objet d'une adaptation cinématographique ; le projet serait en discussion[6].
- L'histoire du Scorpion est évoquée au début du neuvième tome de la série IR$, du même scénariste, lors de la visite d'un château en Palestine.

## Publications

### Périodiques
- BoDoï :
  - Le Secret du pape, du no 43 au no 45 (2001)[7]

### Albums
Selon Stephen Desberg, l'histoire du Scorpion est un seul et même récit qui est divisé en différents chapitre :
- Le premier cycle (tomes 1 à 3) autour du pape et de son meurtre à Rome,
- Le deuxième cycle (tomes 4 à 6) emmène le Scorpion vers la Terre Sainte pour trouver les preuves qui empêcheront Trebaldi de prendre la place du pape,
- Le troisième cycle (tomes 7 à 10) apporte la révélation des origines du Scorpion et ses liens avec la famille Trebaldi,
- Le quatrième cycle (tomes 11 et 12) parle de l'héritage des Trebaldi, un secret bien gardé depuis l'antiquité étrusque.

#### Premier cycle

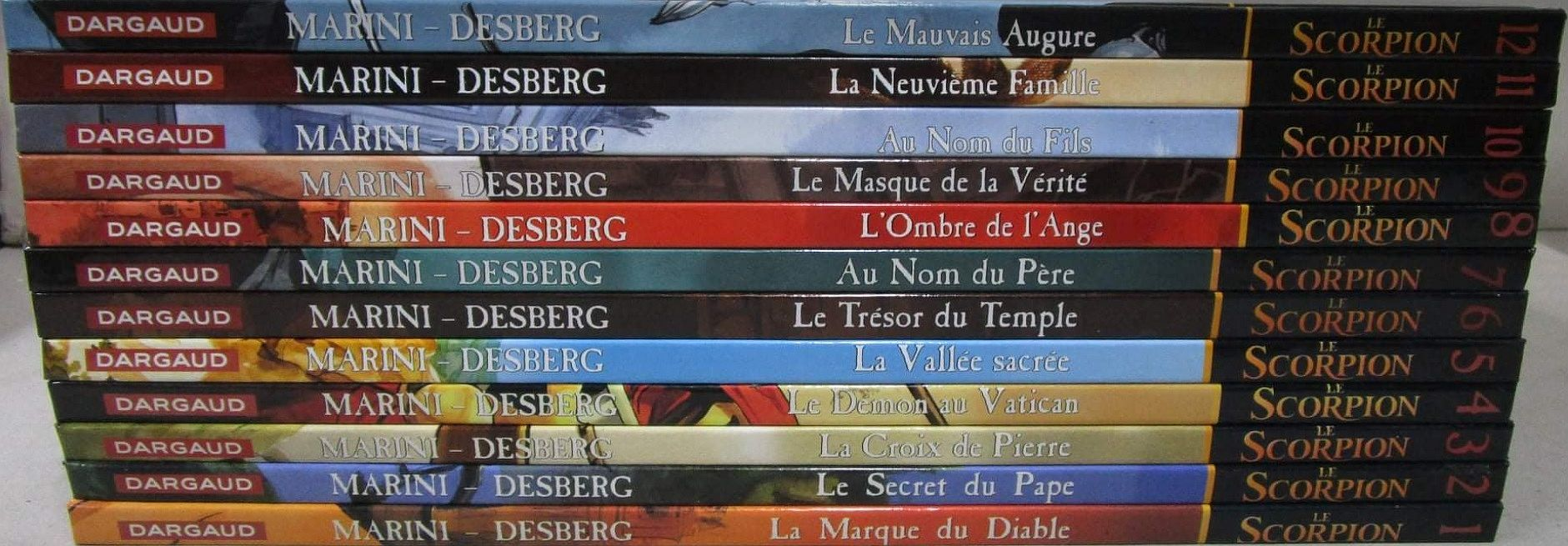
Le Scorpion de 1 à 12.

- 1 La Marque du diable[9], Dargaud, octobre 2000
Scénario : Stephen Desberg - Dessin et couleurs : Enrico Marini - (ISBN 2-87129-301-5)
- 2 Le Secret du pape, Dargaud, octobre 2001
Scénario : Stephen Desberg - Dessin et couleurs : Enrico Marini - (ISBN 2-87129-352-X)
- 3 La Croix de Pierre[10], Dargaud, novembre 2002
Scénario : Stephen Desberg - Dessin et couleurs : Enrico Marini - (ISBN 2-87129-463-1)

#### Second cycle
- 4 Le Démon au Vatican, Dargaud, avril 2004
Scénario : Stephen Desberg - Dessin et couleurs : Enrico Marini - (ISBN 2-87129-570-0)
- 5 La Vallée sacrée, Dargaud, novembre 2004
Scénario : Stephen Desberg - Dessin et couleurs : Enrico Marini - (ISBN 2-87129-677-4)
- 6 Le Trésor du temple, Dargaud, octobre 2005
Scénario : Stephen Desberg - Dessin et couleurs : Enrico Marini - (ISBN 2-87129-760-6)

#### Troisième cycle
- 7 Au nom du père, Dargaud, novembre 2006
Scénario : Stephen Desberg - Dessin et couleurs : Enrico Marini - (ISBN 2-505-00018-2)
- 8 L’Ombre de l’ange, Dargaud, novembre 2008
Scénario : Stephen Desberg - Dessin et couleurs : Enrico Marini - (ISBN 978-2-505-00474-5)
- 9 Le Masque de la vérité, Dargaud, août 2010
Scénario : Stephen Desberg - Dessin et couleurs : Enrico Marini - (ISBN 978-2-505-00914-6)
- 10 Au nom du fils, Dargaud, novembre 2012
Scénario : Stephen Desberg - Dessin et couleurs : Enrico Marini - (ISBN 978-2-505-01503-1)

#### Quatrième cycle
- 11 La Neuvième Famille, Dargaud, novembre 2014
Scénario : Stephen Desberg et Enrico Marini - Dessin et couleurs : Enrico Marini - (ISBN 978-2-505-01992-3)
- 12 Le Mauvais Augure, Dargaud, novembre 2019
Scénario : Stephen Desberg - Dessin et couleurs : Enrico Marini - (ISBN 978-2-505-07086-3)

#### Cinquième cycle
- 13 Tamose l’égyptien, Dargaud, novembre 2020
Scénario : Stephen Desberg - Dessin et couleurs : Luigi Critone - (ISBN 978-2-505-08331-3)
- 14 La tombe d'un dieu, Dargaud, mai 2022
Scénario : Stephen Desberg - Dessin et couleurs : Luigi Critone - (ISBN 978-2-5050-8941-4)

### Hors série
- Le Procès Scorpion, Dargaud, octobre 2007
Scénario : Stephen Desberg - Dessin et couleurs : Enrico Marini - (ISBN 978-2-505-00239-0)

### Intégrales
- 1 Intégrale 1, Dargaud, octobre 2013
Scénario : Stephen Desberg - Dessin et couleurs : Enrico Marini - (ISBN 978-2-505-01798-1)
- 2 Intégrale 2, Dargaud, octobre 2013
Scénario : Stephen Desberg - Dessin et couleurs : Enrico Marini - (ISBN 978-2-505-01939-8)